# Salvarea (pictură)
Salvarea (1855) este o pictură de John Everett Millais, care prezintă un pompier care salvează trei copii dintr-un incendiu al unei casei, mama lor încercând să îi ia în brațe.
Millais a fost martor la moartea unui pompier în timpul unei salvări și a decis să descrie subiectul. Brigada de pompieri fusese transformată recent dintr-o companie privată dedicată protejării proprietății într-o instituție publică însărcinată mai întâi cu protejarea vieții.
Millais a căutat să creeze efectele corecte ale luminii și fumului, folosind o foaie de sticlă colorată și arzând scânduri din lemn. Acest accent pe efectele trecătoare ale culorii și luminii a fost un nou start în arta sa.
Pictura este de asemenea remarcabilă pentru tranzițiile surprinzătoare ale culorii, în special efectul dramatic prin care mâneca de noapte a mamei se schimbă dinspre albastru spre roz deschis. Acest lucru a dus la multe comentarii critice la acea vreme.
Robyn Cooper a susținut că o critică a picturii a apărut din faptul că a descris un bărbat viril al clasei muncitoare care salvează copii din clasa de mijloc, în timp ce tatăl lor nu era la fața locului. Brațele deschise ale mamei par a saluta acest nou bărbat puternic, la fel de mult ca și pe copiii ei.